# Parnón
El Parnón (en griego: Πάρνων/Πάρνωνας: Πάρνων/Πάρνωνας) o Malevos (Μαλεβός) es una cordillera o macizo situado al este de la llanura y del valle del Eurotas. La parte occidental se encuentra en la prefectura de Laconia y la nororiental, en la de Arcadia y sirve de separación a las dos. Desde su cumbre se observa el sureste de Arcadia, la Cinuria del Sur y el norte y centro de Laconia hasta el monte Taigeto, al igual que parte de la prefectura de la Argólida.

## Geografía

### Relieve

Ubicación del Parnón al este del río Eurotas, en el sureste del Peloponeso.

El macizo montañoso del Parnón está dividido en tres partes. La cordillera ocupa unos noventa kilómetros de extremo a extremo y tiene una orientación noroeste-sureste. La sección septentrional, la más alta, se extiende treinta kilómetros desde el norte de Doliana en la Cinuria del Norte, Arcadia oriental, hasta el desfiladero de Platanaki. Platanaki, la antigua Glyppia, se halla en la ruta antigua de Therapnes a la Cinuria del Sur entre las cumbres del Parnón (1935 m) y Psaris (1836 m). Los picos septentrionales de la cordillera oscilan entre los 1600 m y los 1800 m; el límite de arbolado vegetación se halla a los 1750 m; por debajo de esta cota, los pastos de altura dejan paso a los bosques de pino negro y abeto. La cima de esta parte de la cordillera es el monte Malevo, de 1935 m de altura.
Entre el desfiladero y Kunupia se extienden los veintidós kilómetros del Parnón central, de menor altitud que la parte norte de la cordillera. Los treinta y ocho kilómetros restantes del macizo, la parte meridional, es de altitud aun menor y se extiende de Kunuria hasta el mar, al que llega cerca de la antigua Epidauro Limera, vecina de la moderna Monemvasía. La cordillera propiamente dicha no cubre la península de Malea.
Dos regiones son complementarias a la zona del macizo montañoso: al este, la de Cinuria; al oeste, un territorio dividido en dos comarcas, una cuyos límites son el norte del Parnón y Gkoritsa en Therapnes, con una anchura de entre seis y quince kilómetros, y otra que cubre la zona entre Gkoritsa y el comienzo de la península de Malea, con una anchura de entre tres y nueve kilómetros. Las comunicaciones son difíciles entre la costa oriental laconia y el valle del Eurotas, por la falta de puertos de montaña de baja altitud y la estrechez de las gargantas de los torrentes que cruzan el macizo.

### Población
Los lugares habitados más cercanos a la cordillera son:
- Kastanitsa, al nordeste;
- Agios Vasileios, al este;
- Platanaki, al este;
- Palaiochori, al este;
- Kosmas, al sureste;
- Geraki, al sur;
- Kallithea, al suroeste y
- Vamvakou, al oeste.

## Geología
El Parnón es predominantemente calizo. Alberga la quinta cueva más honda en Grecia, la sima de Peleta, de 543 m de profundidad, y la vertical de Propantes (360 m de profundidad).